# توم بروكاو
توماس جون «توم» بروكاو (بالإنجليزية: Tom Brokaw)‏ (من مواليد 6 فبراير 1940): هو صحفي ومعد تلفزيوني أمريكي. مذيع ومدير التحرير للبرنامج التلفزيوني نايتلي نيوز على قناة إن بي سي لمدة 22 عامًا (1982- 2004). إنه الشخص الوحيد الذي قدم جميع برامج إن بي سي نيوز الرئيسة الثلاثة: ذا توداي شو ونايتلي نوز ولفترة وجيزة ميت ذا بريس. يعمل الآن مراسلًا خاصًا لقناة إن بي سي نيوز، ويعمل على برامج وثائقية لقنوات أخرى. 
إلى جانب منافسيه بيتر جينينغز في إيه بي سي نيوز ودان راذير في سي بي إس نيوز، كان بروكاو أحد مذيعي الأخبار «الثلاثة الكبار» في الولايات المتحدة في الثمانينيات والتسعينيات، وأوائل العقد الأول من القرن الحادي والعشرين. قدم الثلاثة برامج الأخبار الليلية الرئيسة لشبكاتهم على مدار أكثر من 20 عامًا، وبدأ الثلاثة معًا وتقاعدوا (أو توفوا، كما في حالة جينينغز) في غضون عام من بعضهم. كتب بروكاو أيضًا عدة كتب عن المجتمع والتاريخ الأمريكي في القرن العشرين.
وهو مؤلف كتاب «الجيل الأعظم» (1998) وكتب أخرى، وحصل على العديد من الجوائز والأوسمة بما في ذلك وسام الحرية الرئاسي، الذي منحه إياه الرئيس باراك أوباما في عام 2014.

## النشأة
وُلد بروكاو في ويبستر في داكوتا الجنوبية، ابن يوجينيا «جين» (اسمها قبل الزواج كونلي، 1917-2011)، التي عملت في المبيعات وموظفة في مكتب البريد، وأنتوني أورفيل «ريد» بروكاو (1912-1982). كان الأكبر بين أبنائهم الثلاثة (دان وريتشارد) وسمي باسم جده الأكبر توماس كونلي.
والده سليل مهاجرين من الهوغونوتيون هما بورغون وكاثرين (قبل الزواج لو فيفر) بروكارد، ووالدته من أصل أيرلندي على الرغم من أن أصل اسم بروكاو متنازع عليه. أسس جده الأكبر -ريتشارد بي. بروكاو- مدينة بريستول في داكوتا الجنوبية، وبروكار هاوس، وهو فندق صغير وأول مبنى في بريستول.
كان والد بروكاو رئيس عمال البناء في فيلق القوات البرية الأمريكي الهندسي. عمل في مستودع ذخائر بلاك هيلز وساعد في بناء سد فورت راندال، وكانت وظيفته تتطلب من العائلة في كثير من الأحيان أن تنتقل عبر جميع أنحاء ولاية داكوتا الجنوبية خلال مرحلة الطفولة المبكرة لبروكاو. عاشت عائلة بروكاو لفترات قصيرة في بريستول، وإغلو (المجتمع السكني الصغير في مستودع ذخائر بلاك هيلز)، وبيكستون، قبل أن تستقر في ينكتون، وهناك التحق بروكاو بالمدرسة الثانوية.
باعتباره طالبًا يدرس في مدرسة يانكتون الثانوية العليا، كان بروكاو منظم منحة الفيلق الأميركي للبنين في داكوتا الجنوبية، وبهذه الصفة رافق حاكم ولاية داكوتا الجنوبية جو فوس إلى مدينة نيويورك لينضم إليه في غيم شو (برنامج المسابقات). كان ذلك بداية العلاقة الطويلة مع فوس، التي عرضها بروكاو لاحقًا في كتابه عن المحاربين القدامى في الحرب العالمية الثانية، الجيل الأعظم. أصبح بروكاو أيضًا عضوًا في المجلس الاستشاري لمؤسسة جو فوس.
التحق بروكاو بجامعة آيوا في مدينة آيوا بولاية آيوا، لكنه ترك الدراسة بعد عام إذ فشل بوضوح في مواكبة دراسته، وبكلماته تخصص في «البيرة والجميلات». حصل على بكالوريوس الآداب في العلوم السياسية من جامعة داكوتا الجنوبية عام 1964.
تسلق بروكاو الجبال مع «دو بويز» عدة سنوات، ومن بين أعضائها إيفون شوينارد ودوغلاس تومبكينز.

## وصلات خارجية
- Biography at NBC News
- Biography from the Museum of Broadcast Communications
- مرات الظهور على سي-سبان
  - Booknotes interview with Brokaw on The Greatest Generation, March 7, 1999.
  - In Depth interview with Brokaw, May 6, 2012
- توم بروكاو على موقع Charlie Rose
- توم بروكاو على موقع IMDb (الإنجليزية)
- توم بروكاو على موقع الموسوعة البريطانية (الإنجليزية)
- توم بروكاو على موقع ميوزك برينز (الإنجليزية)
- توم بروكاو على موقع إن إن دي بي (الإنجليزية)
- توم بروكاو على موقع ديسكوغز (الإنجليزية)
- توم بروكاو على موقع قاعدة بيانات الفيلم (الإنجليزية)
- أخبار مُجمّعة وتعليقات عن توم بروكاو في موقع صحيفة نيويورك تايمز.
- توم بروكاو على إن إن دي بي
- Greatest Generation نسخة محفوظة 4 ديسمبر 2008 على موقع واي باك مشين. online ebook read by Tom Brokaw (2 chapters)
- Tom Brokaw's commencement speech at Stanford University video على يوتيوب, transcript
- “Long-Overdue Brokaw/Bragaw Additions & Corrections: The European Origins of Bourgon1 Broucard and Catherine le Fevre” from New Netherland Connections (October, November, December 2010; Volume 15; Number 4) by Perry Streeter